# Piper martensianum
Piper martensianum är en pepparväxtart som beskrevs av C. Dc.. Piper martensianum ingår i släktet Piper och familjen pepparväxter. Inga underarter finns listade i Catalogue of Life.